# Kwantowa transformata Fouriera
Kwantowa transformata Fouriera (ang. quantum Fourier transform, QFT) – kwantowa analogia dyskretnej transformaty Fouriera. Na dowolny {\displaystyle n}-kubitowy stan bazowy {\displaystyle |j\rangle } działa ona jak następuje:
{\displaystyle |j\rangle \mapsto {\frac {1}{\sqrt {N}}}\sum _{k=0}^{N-1}e^{2\pi i\ jk/N}|k\rangle ,}
gdzie {\displaystyle N=2^{n}.}
Należy zwrócić uwagę, że wielkość {\displaystyle \omega =e^{2\pi i/N}} jest „zespolonym pierwiastkiem {\displaystyle N}-tego rzędu” z liczby 1 (zob. wzór de Moivre’a). Spostrzeżenie to pomaga wyobrazić sobie, jak działa QFT, obrazując ją sobie w układzie współrzędnych przestrzeni zespolonej.